# Charline Van Snick
Charline Van Snick (Lieja, 2 de setembre de 1990) és una esportista belga que competeix en judo.
Va participar en els Jocs Olímpics de Londres 2012, obtenint una medalla de bronze en la categoria de –48 kg. En els Jocs Europeus de Bakú 2015 va aconseguir una medalla d'or en la categoria de –48 kg.
Va guanyar una medalla de bronze en el Campionat Mundial de Judo de 2013 i 5 medalles en el Campionat Europeu de Judo entre els anys 2010 i 2016.

## Palmarès internacional
| Jocs Olímpics     | Jocs Olímpics            | Jocs Olímpics | Jocs Olímpics |
| Any               | Lloc                     | Medalla       | Categoria     |
| ----------------- | ------------------------ | ------------- | ------------- |
| 2012              | Londres ( Regne Unit)    | 3             | –48 kg        |
| Campionat Mundial |                          |               |               |
| Any               | Lloc                     | Medalla       | Categoria     |
| 2013              | Rio de Janeiro ( Brasil) | 3             | –48 kg        |
| Jocs Europeus     |                          |               |               |
| Any               | Lloc                     | Medalla       | Categoria     |
| 2015              | Bakú ( Azerbaidjan)      | 1             | –48 kg        |
| Campionat Europeu |                          |               |               |
| Any               | Lloc                     | Medalla       | Categoria     |
| 2010              | Viena ( Àustria)         | 3             | –48 kg        |
| 2012              | Cheliábinsk ( Rússia)    | 2             | –48 kg        |
| 2013              | Budapest ( Hongria)      | 2             | –48 kg        |
| 2015              | Bakú ( Azerbaidjan)      | 1             | –48 kg        |
| 2016              | Kazan ( Rússia)          | 1             | –48 kg        |